# Mocameta
Mocameta (gruz. მოწამეთა) – zespół klasztorów w Gruzji, w regionie Imeretia, ok. 6 km na północny wschód od centrum Kutaisi w pobliżu wsi Mocameta. Klasztor malowniczo położony jest na klifie cyplu na zakolu rzeki Ckalcitela, będącej dopływem Rioni.
Jego nazwa (Miejsce Męczenników) związana jest z braćmi szlacheckiego rodu Argweti — Dawidem i Konstantynem, którzy w VIII wieku zorganizowali bunt przeciw okupującym Imeretię Arabom. Gdy bunt upadł, zostali pojmani, następnie obiecano im łaskę w zamian za przejście na islam. Gdy nie przyjęli oferty, torturowano ich i zabito, a następnie ich ciała wrzucono do rzeki. Woda zabarwiła się na czerwono i na pamiątkę tego wydarzenia rzekę nazwano Ckalcitela, czyli Czerwona Woda. Jak głosi opowieść, szczątki braci wyłowiły lwy i przeniosły je na wzgórze, na którym znajduje się monastyr Gelati. Później Gruziński Kościół Prawosławny uznał ich ze świętych, a w XI wieku król Bagrat IV ufundował w tym miejscu świątynię. Funkcjonariusze bolszewickiej tajnej policji Czeka w 1923 wywieźli szczątki Dawida i Konstantyna z monasteru Gelati do muzeum w Kutaisi, ale wywołało to tak wielki skandal, że relikwie szybko oddano i do dziś znajdują się one w monastyrze. Według legendy między monastyrem Mocameta a monastyrem Gelati istnieje tajemne przejście, wykorzystywane podczas wojen.

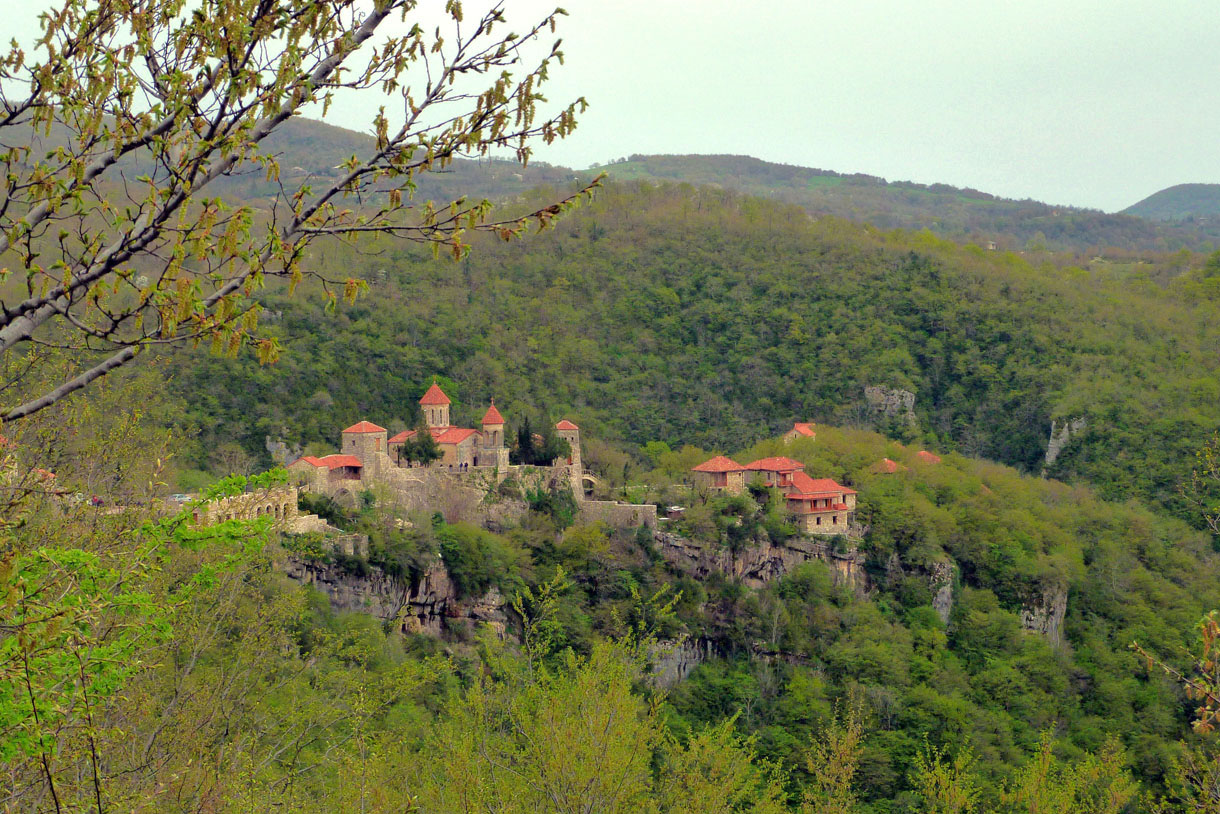
Zabudowania klasztorne
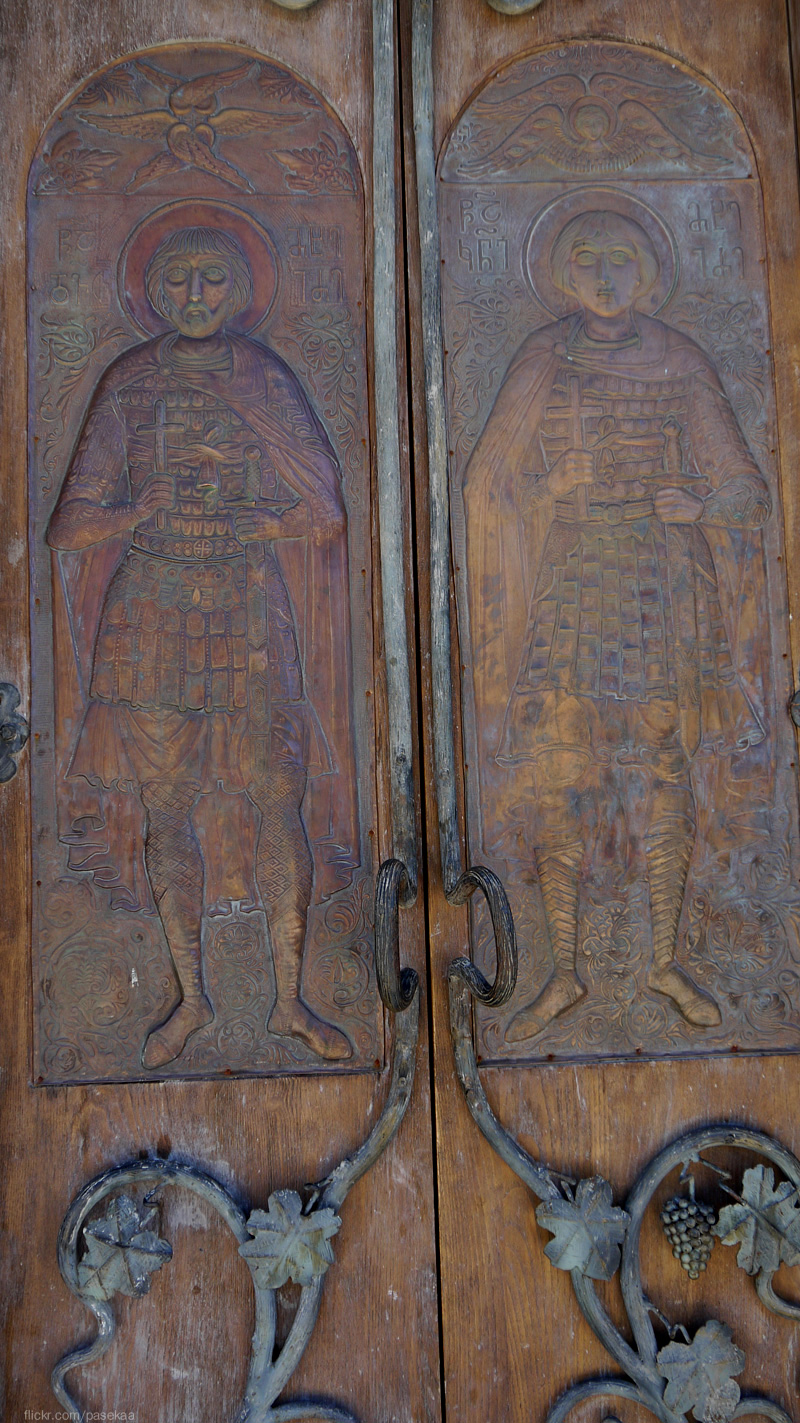
Zdobione drzwi
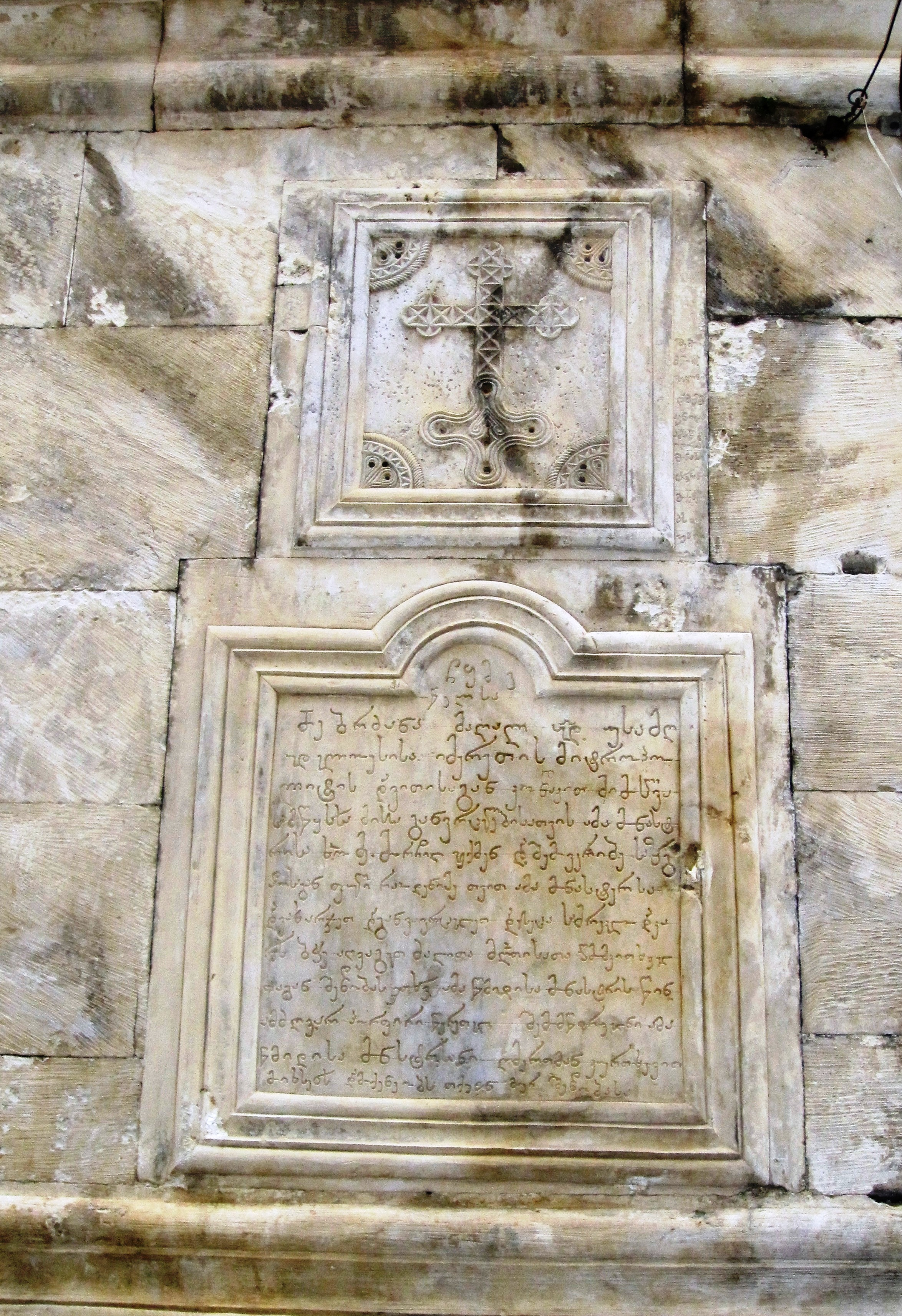
Inskrypcja z roku 1846